# Glossosoma kissottoi
Glossosoma kissottoi är en nattsländeart som beskrevs av Malicky 1997. Glossosoma kissottoi ingår i släktet Glossosoma och familjen stenhusnattsländor. Inga underarter finns listade i Catalogue of Life.